# Канкрины
Канкрины́ — русский графский род.
Происходит от бергмейстера Иоанна-Генриха Канкрина, организовавшего рудные заводы в Гессен-Касселе и Гессен-Дармштадте. О его сыне Франце, внуке Егоре, правнуках Валериане и Александре см. соответствующие статьи.
Именным Высочайшим указом от 22 сентября 1829 года министр финансов, член Государственного Совета, генерал от инфантерии Егор Францевич Канкрин в воздаяние отличных заслуг его на пользу Отечества, Всемилостивейше возведен в графское Российской Империи достоинство с нисходящим его потомством.
Род графов Канкриных внесён в V часть родословных книг Екатеринославской (по владению недвижимым имением в Александровском уезде) и Киевской губерний и в дворянские матрикулы Курляндской и Лифляндской губерний.

## Описание герба
Щит разделен на пять частей: в верхней части в золотом поле виден до половины парящий чёрный двуглавый орёл, увенчанный коронами, имеющий на груди в малом щитке вензель ЕГО ВЕЛИЧЕСТВА ГОСУДАРЯ ИМПЕРАТОРА Николая I. Во второй и пятой частях в золотых полях по одному, вправо обращённому красному раку. В третьей и четвёртой частях в голубых полях по две серебряных полосы, на каждой из которых по две черные звезды. Над щитом находится графская корона, на которой поставлены три турнирные шлема, средний прямой из них украшен графской короной, на которой виден парящий чёрный двуглавый увенчанный тремя коронами орёл, а крайние с дворянскими коронами, на которых находится по два чёрных орлиных крыла и между ними в середине по две раковых клешни. Намет на щит красный и голубой, подложенный золотом и серебром. Щит держат два льва. Внизу щита девиз: «Labore» («Трудом»)
Герб графа Канкрина внесен в Часть 10 Общего гербовника дворянских родов Всероссийской империи, стр. 16
Предки рода графов Канкриных первоначально носили фамилию Кребс (Krebs oder Kräps), что в переводе с немецкого означает «рак». В 1636 году один из Кребсов – лютеранский пастор Самуэль Кребс – перевёл свою фамилию на латынь, и стал писаться Cancerinus; позднее фамилия трансформировалась в Cancrinus и, наконец, в Cancrin. Фамильное прозвание нашло отражение в родовом гербе графов Канкриных, в первом и четвёртом полях которого изображён рак.

## Родословная
- Иоанн-Генрих Канкрин (*1710 †1768) — бергмейстер, устроивший рудные заводы в Гессен-Касселе и Гессен-Дармштадте
  - Франц-Людвиг фон Канкрин (Franz Ludwig von Cancrin; на русской службе Франц Иванович Канкрин) (*21.02.1738, Брейденбах, ландграфство Гессен-Кассель †29.03/10.04.1816, Старая Русса, Новгородская губ.), возведён в дворянское достоинство Священной Римской империи 26.08.1786 года. 
∞ Мария-Луиза-Филиппина Крёбер (Maria Louise Philippine Kroeber oder Kröber) (*30.03.1747 †1818)
    - Егор Францевич (Георг-Людвиг-Даниил) Канкрин (Georg Ludwig Daniel Cancrin) 1-й граф Канкрин (22.09.1829) (*16/27.11 (праздновал 26.11).1774, Ханау, Гессен-Кассель †09/21.09.1845, Павловск, Санкт-Петербургская губ. Δ Смоленское евангелическое клдб., Санкт-Петербург), генерал от инфантерии (25.06.1826), член Государственного Совета (с 31.10.1821), министр финансов (22.04.1823 — 01.05.1844). 
∞  (05.11.1816) Екатерина Захаровна (Захарьевна) Муравьева (*15.10.1796 (15.10.1795) †10.09.1849, Павловск), кавалерственная дама. Дочь Захария (Захара) Матвеевича Муравьёва (*1759 †01.1832) и Елисаветы Карловны Энгельгардт (урожд. баронессы Поссе) (*1761 †1815).
      - граф Валериан Егорович (Валериан-Михаэль) Канкрин (Valerian Michael) (*23.07.1820 †29.10.1861, Δ Воронеж, Немецкое / Чугуевское клдб), полковник, флигель-адъютант (16.04.1841), командир Кинбурнского драгунского полка (13.12.1851), Свиты Е. И. В. генерал-майор (26.08.1856), управлял Провиантским департаментом Военного министерства (09.10.1858), генерал-кригскомиссар Военного Министерства (12.04.1859). 
∞ (08.07.1853) баронесса Ольга Александровна Сталь фон Гольштейн (*08.03.1837 †14.03.1889 (14.03.1892), Воронеж, Δ с мужем). Дочь Александра Карловича (Людвига-Александра) Сталь фон Гольштейн (Ludvig Alexander Staёl von Holstein) (*07.10.1802, Kotzum †29.05.1893, Санкт-Петербург) и Софьи Николаевны, урожд. Шатиловой (*02.03.1814, Воронеж †29.05.1893, Санкт-Петербург).
        - графиня Александра (Александрина) Валериановна Канкрина (*1856 †14.10.1934). 
∞ граф Матвей Иванович Толстой (*02.10.1850 †08.03.1875), корнет Кавалергардского полка. Сын графа Ивана Матвеевича Толстого (*22.03.1806 †21.09.1867) и Елисаветы Васильевны Тулиновой (*25.05.1826 †20.09.1870). Без потомства. 
∞ (11.05.1877, Санкт-Петербург) Филип-Джеймс Стэнхоуп (Philip James Stanhope), 1-й барон Уэрдейл (1st Baron Weardale, of Stanhope in the County of Durham) (10.01.1906) (*08.12.1847, Марилебон, Лондон †01.03.1923, Севенокс, Кент), член парламента (1886—1892, 1893—1900 и 1904—1906). Младший сын Филиппа Стэнхоупа 5-го графа Стэнхоупа (Philip Henry Stanhope, 5th Earl Stanhope (02.03.1855), Viscount Mahon (1816—1855)) (*30.01.1805 †24.12.1875), и Эмили-Харриет, урожд. Керрисон (Emily Harriet Kerrison) (*1815 †31.12.1873), дочери 1-го баронета. Без потомства.
        - граф Александр Валерианович Канкрин.
        - граф Николай Валерианович Канкрин.

      - графиня Зинаида Егоровна (Зенаида) Канкрин (*04/16.07.1821 †11.02.1885). 
∞ (09.01.1844) граф Александр Андреевич Кейзерлинг (Alexander Friedrich Michael Lebrecht Nikolaus Arthur Graf von Keyserling) (*15/27.08.1815, мыза Кабиллен, Кабилская волость, Тальсенский уезд, Курляндская губ. †08/20.05.1891, им. Райккюла (Raikküla), Эстляндская губ.), гофмейстер. Сын графа Генриха-Дитриха-Вильгельма фон Кейзерлинг-Раутенбург (Heinrich Dietrich Wilhelm von Keyserling-Rautenburg) (*1775 †1850) и Анны-Амалии-Бенигны, урожд. фон Нольде (Anne Amélie Bénigne née von Nolde) (*1780 †1851).
      - графиня Елисавета Егоровна (Элиза) Канкрина (*1821 †1883). 
∞ граф Иосиф Карлович де Ламберт (*03.08.1809 †19.11.1879, Санкт-Петербург), генерал-адъютант (30.08.1861), генерал от кавалерии (16.04.1878). Сын графа Карла Осиповича де Ламберт (Charles de Lambert; во Франции носил титулы маркиза де Сен-Бри, маркиза и графа де Ламбер) (*15.06.1773 †30.05.1843) и Ульяны Михайловны, урожд. Деевой.
      - граф Александр Егорович (Александр-Фабиан-Франц) Канкрин (Alexander Franz Fabian) (*19.09.1822, Санкт-Петербург †25.04.1891, с. Григоровка, Александровского уезда Екатеринославской губ.), гвардии капитан, Александровский уездный предводитель дворянства (1856—1859). 
∞ Елена Дмитриевна Башмакова (*18.08.1829 †28.01.1899). Дочь Дмитрия Евлампиевича Башмакова (*1792 †1835) и княжны Варвары Аркадьевны Италийской графини Суворовой-Рымникской (*1802 †1885), внучки А. В. Суворова
        - граф Георгий Александрович Канкрин (*1851 †27.04.1897). Служил в лейб-гвардии Преображенском полку, затем по Министерству финансов, член Иркутской таможни, статский советник. 
∞ Юлия Самуиловна Грейг (*18.02.1855 (или 1856) † не ранее 1895 (или1893)). Дочь министра финансов Самуила Алексеевича Грейга (*09.12.1827 †09.03.1887) и Александры Петровны, урожд. Макаровой (*14.03.1828 †25.06.1898). Указом Святейшего Правительствующего Синода от 5 сентября 1891 г. брак был расторгнут «с воспрещением ему навсегда вступать в новый брак».
          - граф Дмитрий Георгиевич Канкрин.
          - граф Александр Георгиевич Канкрин (*07.03.1878 †27.01.1908, Санкт-Петербург (по другим данным, *1871 †1929)). 
∞ Эллен-Яна Грейг (Ellen Jana Greigh) (*25.11.1871, Рига).

        - графиня Екатерина Александровна Канкрина.
        - графиня Александра Александровна Канкрина (*09.07.1854 †1899 Δ с. Талызино, Курмышского уезда Симбирской губ. с мужем), фрейлина. 
∞ (1874) Алексей Алексеевич Пашков (*05.02.1849 †1903), шталмейстер (в должности шталмейстера). Сын Алексея Егоровича Пашкова (*02.11.1821 †1896) и Юлии Николаевны, урожд. Муравьёвой (*17.04.1825 †04.07.1878).[1]
        - графиня Елена Александровна Канкрина (* до 06.09.1860 †1903). 
∞ князь Александр Львович Гагарин (†1911). Сын князя Льва Андреевича Гагарина (*1821 †1896) и Юлии Соломоновны, урожд. Мартыновой (*1821 †1909).[2]
        - графиня Ольга Александровна Канкрина (*05.06.1858 †01.07.1871, Δ. Ревельское првсл. клдб.)
        - графиня Мария Александровна Канкрина (*05.10.1860 †05.03.1887, с. Веселянка Δ там же, возле домовой церкви графа Канкрина (или Крым)). 
∞ (1883) граф Иван Викторович Канкрин, её двоюродный брат.
        - граф Дмитрий Александрович Канкрин (*24.06.1866 †29.11.1900). 
∞ Елизавета Аркадьевна Сатина. Дочь Аркадия Ивановича Сатина (*1828) и Анны Дмитриевны, урожд. Броневской.
          - графиня Наталья Дмитриевна Канкрина.

      - граф Виктор Егорович Канкрин (*10.02.1825, Санкт-Петербург †30.12.1882, с. Веселянка Александровского уезда Екатеринославской губ. Δ там же, в домовой церкви графа Канкрина), гвардии полковник, Александровский уездный предводитель дворянства (1859—1861). 
∞ графиня Елисавета Ивановна Симонич (*ок. 1821/2 †26.08.1892, Δ с мужем).
        - граф Иван Викторович Канкрин (*1855, с. Веселянка †пс 1917[источник не указан 2874 дня]), действительный статский советник (1899), камер-юнкер Двора Его Величества (-1894-), камергер (-1895-), в должности шталмейстера Высочайшего Двора (1902), шталмейстер (1911), губернатор Бессарабской губернии (11.10.1908 — 07.05.1912), сенатор (с 06.05.1913), Александровский уездный предводитель дворянства (1886—1905), почётный гражданин города Александровска, пожизненный почётный член Александровского уездного попечительства детских приютов, почётный мировой судья Александровского уезда. 
∞ (1883) графиня Мария Александровна Канкрина (*05.10.1860 †05.03.1887, с. Веселянка Δ там же, возле домовой церкви графа Канкрина (или Крым)). Двоюродная сестра мужа.
∞ Вера Петровна Струкова (*1864 †02.03.1920[источник не указан 2874 дня]). Дочь Петра Ананьевича Струкова (*14.06.1803 †11.05.1881) и Анны Алексеевны, урожд. Арбузовой (*1820 †1882)
          - (от 1-го брака) граф Кирилл Иванович Канкрин (*09.03.1883 †19.02.1905), воспитанник Александровского лицея (1904), вольноопределяющийся 52-го драгунского Нежинского полка, убит во время русско-японской войны в Маньчжурии[3].
          - (от 1-го брака) граф Владимир Иванович Канкрин (*24.05.1884 †12.05.1962), воспитанник Александровского лицея (1904), помощник делопроизводителя Санкт-Петербургской конторы Императорских театров.
          - (от 1-го (?) брака) граф Виктор Иванович Канкрин, генерал-майор (†1917).
            - граф Алексей Викторович Канкрин (1903—1976), с 1918 года жил под именем умершего двоюродного брата Фёдора Фёдоровича Кудрявцева — советский военный и писатель.

          - (от 1-го брака) графиня Нина Ивановна Канкрина (*02.03.1887 †05.11.1956). 
∞ (19.09.1907) Константин фон Розен (*08.04.1883, Павловск). Сын Николая (Николая-Георга-Отто-Андреаса) фон Розена (*21.06.1856, Санкт-Петербург †06.06.1912, Санкт-Петербург) и Хелен, урожд. фон Страндманн (Helen von Strandmann) (*1859 †16.05.1924, Петроград).
          - (от 2-го брака) граф Иван Иванович Канкрин (*1891 †17.08.1961, Денвер, шт. Колорадо), воспитанник Александровского лицея (1913). Казак станицы Мариинской, в Первую мировую войну — подъесаул Лейб-гвардии Казачьего полка, с 1918 года — в Донской армии. Председатель военно-полевого суда в Ростове (1919), следователь Донского военного суда. Вышел в отставку с чином войскового старшины (25.05.1920). В Русской Армии секретарь в службе Красного Креста до эвакуации Крыма. Эвакуировался на корабле «Херсон». В эмиграции в Югославии (с 1920), затем в США (с 1949). Полковник. Есаул Лейб-гвардии казачьего Е. В. полка. 
∞ N (†хх.03.1920, Севастополь). 
∞ Вера Н. Михайлова (1889-1964) с 1920[4].
          -  графиня Елизавета Ивановна Канкрина (*1896 †06.10.1910, Кишинёв).

        - граф Георгий Викторович Канкрин (род. до 06.09.1860).
        -  графиня Нина Викторовна Канкрина (род. до 06.09.1860). 
∞ граф Константин Петрович Клейнмихель (*05.09.1840 †26.10.1912, Москва). Сын графа Петра Андреевича Клейнмихеля (*30.11.1789 †03.02.1869) и Клеопатры Петровны, урожд. Ильинской (*17.11.1811 †17.01.1865).

      - граф Оскар Егорович (Юлий-Оскар) Канкрин (*1831 †1875). 
∞ Ольга Яковлевна Михайловская (†26.05.1917). Дочь Якова Артёмовича Михайловского.
        - граф Константин Оскарович Канкрин (*10.08.1862 †25.02.1902 Δ Житомир, Русское (Вильское) кладбище). 
∞ Ольга Константиновна Михайловская[5] (*ок.1867 †19.07.1947 Δ Рим, Тестаччо). Дочь Константина Яковлевича Михайловского (*1834 †1909).
          - граф Владимир Константинович Канкрин.
          - графиня Ирина Константиновна Канкрина (*1890 †08/21.12.1941, Δ Рим, Тестаччо с матерью).
          - графиня Марина Константиновна Канкрина (*09.09.1899, Киев † 29.01.1972, Δ Рим, Тестаччо).

        - графиня Елена Оскаровна Канкрина.